# Мелешков
Мелешков (укр. Мелешків) — село на Украине, находится в Гайсинском районе Винницкой области.
Код КОАТУУ — 0520882606. Население по переписи 2001 года составляет 729 человек. Почтовый индекс — 23761. Телефонный код — 4334.
Занимает площадь 1,711 км².

## Адрес местного совета
23755, Винницкая область, Гайсинский р-н, с.Киблич, ул.Ленина, 90Е